# Farnese (Italie)
Pour les articles homonymes, voir Farnese.

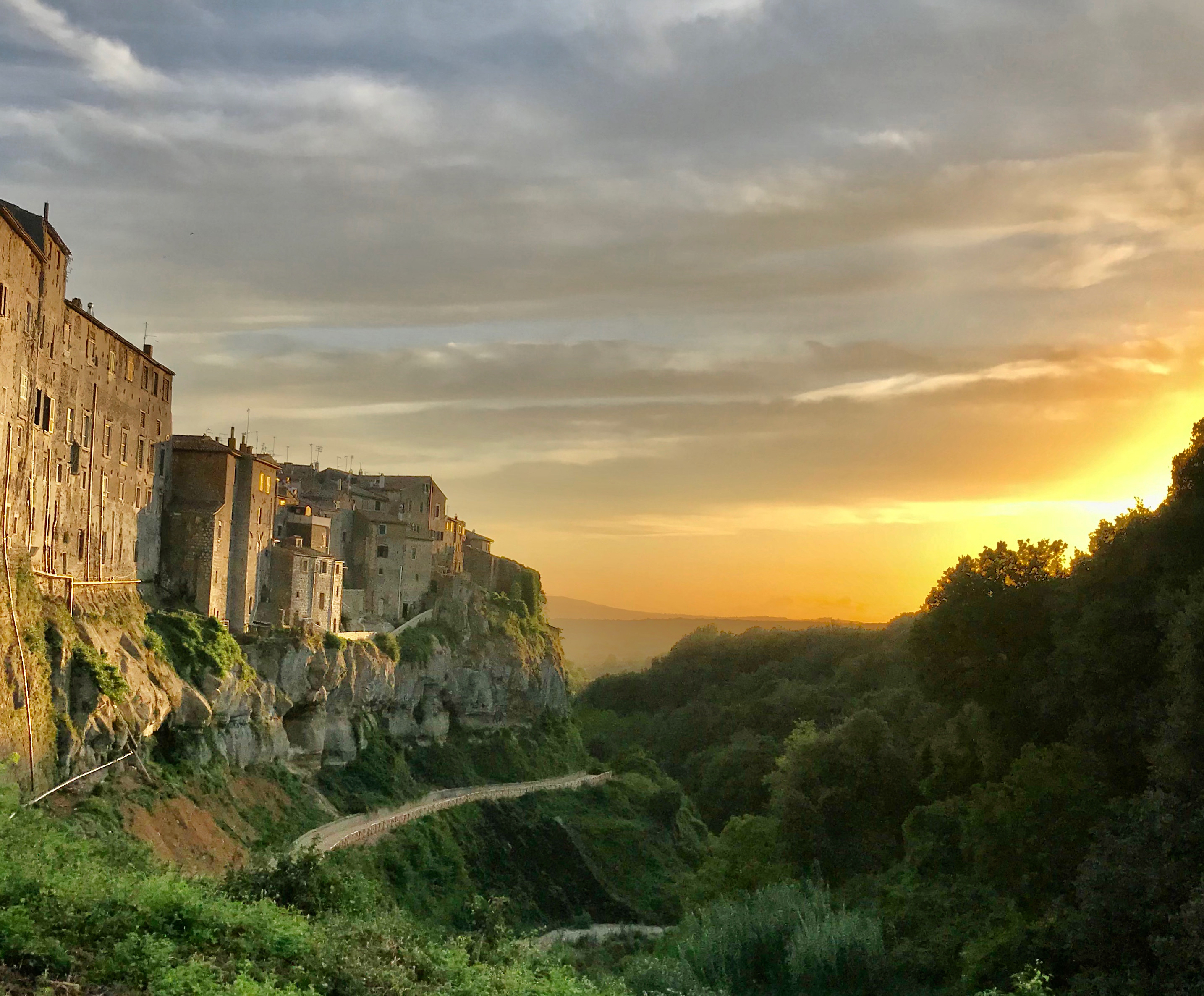

Farnese est une commune de la province de Viterbe dans le Latium en Italie.

## Histoire
Farnese est une commune qui a appartenu à la célèbre famille du même nom et qui a aussi donné son nom au Palais Farnèse (cf. Maison Farnèse).

## Administration
| Période                                  | Période  | Identité     | Étiquette       | Qualité |
| ---------------------------------------- | -------- | ------------ | --------------- | ------- |
| 14 juin 2004                             | En cours | Dario Pomarè | Centro-Sinistra |         |
| Les données manquantes sont à compléter. |          |              |                 |         |

### Communes limitrophes
Ischia di Castro, Pitigliano, Valentano

### Évolution démographique
Habitants recensés

## Jumelage
- Beaumont-de-Pertuis (France)